# Giải bóng đá hạng nhất quốc gia Bỉ 1911–12
Đây là thống kê của Giải bóng đá hạng nhất quốc gia Bỉ mùa giải 1911-12.

## Tổng quan
Giải có sự tham gia của 12 đội, và Daring Club de Bruxelles giành chức vô địch.

## Bảng xếp hạng
| Vị thứ | Đội bóng                    | St | T  | H | B  | BT | BB | Đ  | HS  | Ghi chú                        |
| ------ | --------------------------- | -- | -- | - | -- | -- | -- | -- | --- | ------------------------------ |
| 1      | Daring Club de Bruxelles    | 22 | 18 | 2 | 2  | 79 | 15 | 38 | +64 |                                |
| 2      | Union Saint-Gilloise        | 22 | 17 | 2 | 3  | 83 | 24 | 36 | +59 |                                |
| 3      | Racing Club de Bruxelles    | 22 | 13 | 3 | 6  | 72 | 27 | 29 | +45 |                                |
| 4      | F.C. Brugeois               | 22 | 11 | 7 | 4  | 47 | 25 | 29 | +22 |                                |
| 5      | C.S. Brugeois               | 22 | 11 | 5 | 6  | 56 | 29 | 27 | +27 |                                |
| 6      | Antwerp F.C.                | 22 | 9  | 2 | 11 | 33 | 57 | 20 | -24 |                                |
| 7      | R.C. BBntois                | 22 | 5  | 7 | 10 | 26 | 45 | 17 | -19 |                                |
| 8      | Excelsior S.C. de Bruxelles | 22 | 5  | 6 | 11 | 23 | 61 | 16 | -38 |                                |
| 9      | Standard Club Liégeois      | 22 | 6  | 3 | 13 | 29 | 85 | 15 | -56 |                                |
| 10     | Beerschot                   | 22 | 5  | 4 | 13 | 20 | 60 | 14 | -40 |                                |
| 11     | R.C. Malines                | 22 | 3  | 7 | 12 | 22 | 42 | 13 | -20 | Xuống hạng Promotion Division. |
| 12     | Léopold Club de Bruxelles   | 22 | 3  | 4 | 15 | 24 | 46 | 10 | -22 | Xuống hạng Promotion Division. |